# فرناندو بيريز دي ترافا
فرناندو بيريز دي ترافا أو فرنان (1155-1090) كان إحدى أقوى النبلاء الجاليكية في ذلك الوقت فضلا عن ذلك كان عشيق الكونتيسة البرتغال تيريزا أرملة كونت هنريك وحاكم الفعلي للبرتغال بين عامي (1121-1128) حتى هزيمته على يد ابنها أفونسو هنريك في معركة ساو ماميد قرب غيمارايش، وبعده في عام 1131 أصبح تحت لواء ألفونسو السابع ملك قشتالة وليون، زار القدس للمرة الثانية عام 1153 وتبرع بالأراضي قبيل ساحل لاكورونيا في غاليسيا للفرسان الهيكل.